# Bòbila de la Mata
La Bòbila de la Mata és una bòbila d'Alforja (Baix Camp) inclosa a l'Inventari del Patrimoni Arquitectònic de Catalunya.

## Descripció
Està situada al nord del Mas de la Mata.
És un edifici de planta rectangular amb murs paredats, lluïts, i coberta a dues aigües. Es conserva en bon estat la xemeneia, de base quadrangular i alçada amb rajoles a cara vista. En el curull, o la part superior de la xemeneia, les rajoles estan disposades formant motius decoratius.
L'edifici adjacent és una construcció afegida posteriorment.

## Història
Fitxa F30 Agents Rurals: 2014.
Alta l'IPAC- VRA 2016